# SunRail
 (février 2013).
Si vous disposez d'ouvrages ou d'articles de référence ou si vous connaissez des sites web de qualité traitant du thème abordé ici, merci de compléter l'article en donnant les références utiles à sa vérifiabilité et en les liant à la section « Notes et références ».

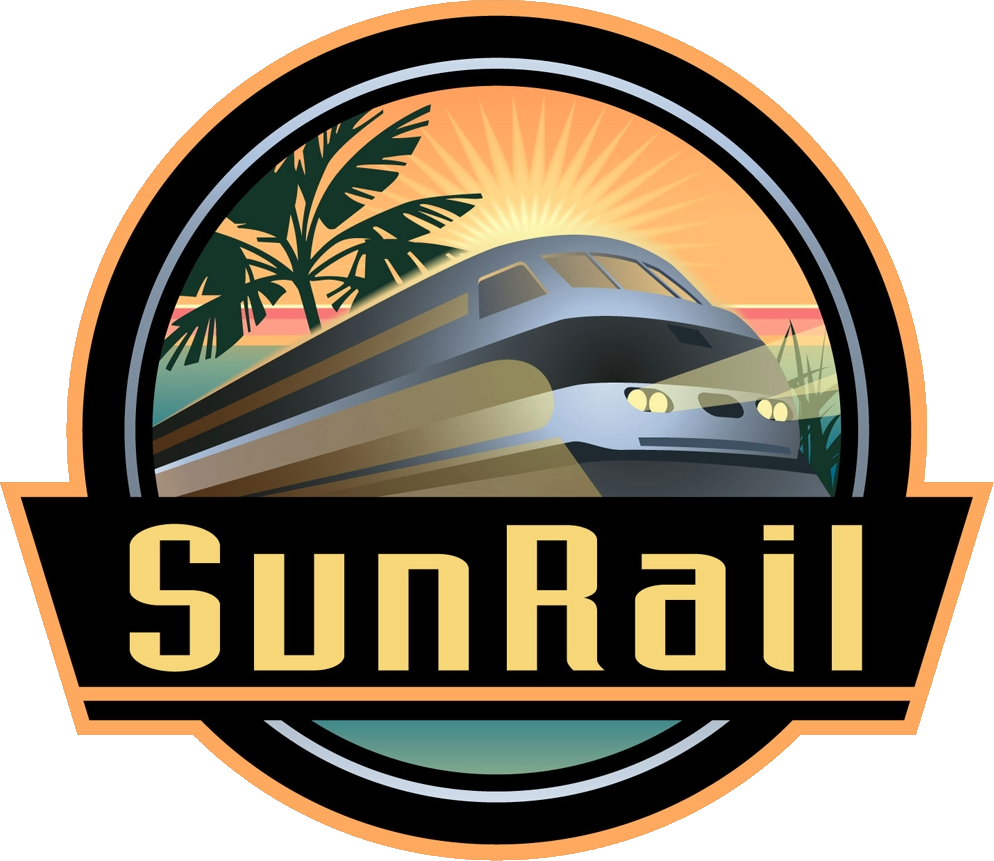
Logo de SunRail

SunRail est une ligne de train de banlieue dans la région du Grand Orlando, en Floride, aux États-Unis. La ligne relie Poinciana à DeBary en passant par le centre-ville d'Orlando. Elle fait 61 miles, ou 99 kilomètres, et comporte seize stations.
Le financement du projet a été réparti entre les comtés, l'État de Floride et le gouvernement fédéral. La première section a été mise en service le 1er mai 2014.

## Sources
- (en) Cet article est partiellement ou en totalité issu de l’article de Wikipédia en anglais intitulé « SunRail » (voir la liste des auteurs).